# Kenton (Tyne and Wear)
Kenton är en stadsdel i Newcastle upon Tyne, i distriktet Newcastle upon Tyne, i grevskapet Tyne and Wear, i England. Ward hade 11 528 invånare år 2021. Kenton var en civil parish från 1866 till 1935 då den blev en del av Newcastle upon Tyne. Civil parish hade 417 invånare år 1931.